# Plectromerus grimaldii
Plectromerus grimaldii är en skalbaggsart som beskrevs av Eugenio H.Nearns och Branham 2005. Plectromerus grimaldii ingår i släktet Plectromerus och familjen långhorningar. Inga underarter finns listade i Catalogue of Life.